# الدرع الصاروخي في الخليج العربي
الدرع الصاروخي في الخليج العربي ، هي مشروع أعلنها وزيرة الخارجية الأمريكية هيلاري كلينتون لنشر الصواريخ الأمريكية لدول الخليجية لمواجهة التهديد الإيراني .

## الأسباب
يعود أسباب الدعوة الخليجية لإنشاء الدرع الصاروخي هي :
- الأحداث الأمنية في البحرين ، وذلك تتهم دول الخليج إيران لزرع الخلايا لإشعال الاحتجاجات البحرينية.
- زيارة الرئيس الإيراني محمود أحمدي نجاد لجزيرة جزيرة أبو موسى ، والتي تسبب غضباً حكوميا لتصرفات محمود نجاد، والذي أدى لإحضار المقاتلات الأمريكية للوصول إلى الأراضي الإيرانية، ورفض إيراني طلب الإمارات باستعادة الجزر الثلاث، وتعد زيارة نجاد لجزيرة أبو موسى كأول رئيس إيراني يقوم بزيارة هذه الجزيرة والتي تعود لحاكم إمارة الشارقة الإماراتية .
- تعرض أحد الدبلوماسيين السعوديين للقتل كما حدث في بنغلاديش وباكستان .

## اللقاء الأمريكي الخليجي
في 31 مارس عام 2012م، ألتقت وزيرة الخارجية الأمريكية هيلاري كلنتون في الرياض بالمملكة العربية السعودية عدداً من المسؤوليين في مجلس التعاون الخليجي، حول التوافق لإنشاء منظومة الدرع الصاروخي في الخليج العربي .
وقالت وزيرة الخارجية الأمريكية هيلاري كيلنتون في الرياض :
«نتطلع فدماً لبحث مسائل عدة مثل الاهتمامات الاسترتيجية ومنع إيران للحصول على القنبلة النووية ، والحد من التدخل في الشؤون الداخلية لدول الجوار» .
يذكر أن نظام الصواريخ باتريوت موجودة الآن في المملكة العربية السعودية والتي تملكها الدفاع الجوي الملكي السعودي التابع لوزارة الدفاع ، وسلاح الجو التابع لوزارة الدفاع في دولة الإمارات العربية المتحدة ، وسيتم تطبيق الدرع الصاروخي خلال شهر يونيو القادم .

## أهداف الدرع الصاروخي
- حماية المنشأت الحيوية كالمصانع والمناطق النفطية والمصالح الأمريكية والأوروبية في الدول الخليجية من الصواريخ الإيرانية .
- إصدار جهاز إنذار مبكر في حال أطلقت الصواريخ الإيرانية تجاه إحدى الدول الخليجية .

## ردة فعل من النظام الإيراني
رفض المسؤولون الإيرانيون وجود الدرع الصاروخي الأمريكي في منطقة الخليج العربي قائلا بأنها تساهم لدعم أمريكا وإسرائيل لضرب الاستقرار في منطقة الشرق الأوسط .

## وصلات خارجية
- تحليل-دول الخليج تجد صعوبة في الاتفاق على درع صاروخية